# ハメット則
| 置換基         | パラ効果 | メタ効果 |
| -------------- | -------- | -------- |
| アミノ         | −0.66    | −0.161   |
| メトキシ       | −0.268   | +0.115   |
| エトキシ       | −0.25    | +0.15    |
| ジメチルアミノ | −0.205   | −0.211   |
| メチル         | −0.170   | −0.069   |
| 水素           | 0        | 0        |
| フルオロ       | +0.062   | +0.337   |
| クロロ         | +0.227   | +0.373   |
| ブロモ         | +0.232   | +0.393   |
| ヨード         | +0.276   | +0.353   |
| ニトロ         | +0.778   | +0.710   |
| シアノ         | +1.000   | +0.678   |

ハメット則（ハメットそく、Hammett equation）とは、安息香酸および置換安息香酸の置換基の違いによる反応速度の比を算出したものが、「ハメットの置換基定数」と一次関数の比になること。米国の物理化学者ルイス・ハメットによって提唱された。
置換安息香酸の酸解離平衡定数における置換基の効果を数値で表したものをハメットの置換基定数と呼び、置換基の電子求引性および電子供与性の強度を示すパラメーターとなる。これは安息香酸からプロトンが脱離してカルボン酸イオンとなった状態の安定性が、カルボキシ基上の負電荷をどの程度非局在化できるかにかかっているためである。すなわち、電子求引性の置換基のついた安息香酸の方がベンゼン環上の電子を電子求引性の置換基にまで非局在化することができるために pKa がより小さく（つまり酸性度が強く）なる。ハメットの置換基定数は具体的には無置換の安息香酸の pKa から置換安息香酸のpKa を引くことで算出される。
また、安息香酸に対する反応性と置換安息香酸に対する反応性の違いは主に置換基の違いによる電子状態の違いなので、2つの反応速度の比はハメットの置換基定数に対して一次の関数となり、これをハメット則と呼ぶ。ただし、立体障害や溶媒効果などを顕著に受ける場合には必ずしもハメット則は満たさない。